# Claudia Costea
Claudia-Ana Costea z domu Moarcăș (ur. 25 lutego 1967) – rumuńska prawniczka, urzędniczka państwowa i nauczycielka akademicka, profesor, w latach 2015–2016 minister pracy, rodziny, ochrony socjalnej i osób starszych.

## Życiorys
W 1985 ukończyła szkołę średnią w Bukareszcie. W latach 1986–1990 studiowała prawo na Uniwersytecie Bukareszteńskim, w 1991 uzyskała magisterium na Uniwersytecie Genewskim, odbyła także kurs prowadzony przez resort spraw zagranicznych. Została nauczycielką akademicką na macierzystej uczelni, specjalizując się w zakresie prawa pracy i ubezpieczeń społecznych, wykładała też na Université Panthéon-Sorbonne jako profesor wizytujący. W 1997 doktoryzowała się, w 2012 habilitowała się i w tym samym roku została profesorem. Objęła funkcję prodziekana i dyrektora instytutu prawa prywatnego w ramach wydziału prawa Uniwersytetu Bukareszteńskiego.
Od 1990 praktykowała jako adwokat. W 2001 zajmowała stanowisko dyrektora generalnego i kierownika działu prawnego w ministerstwie spraw zagranicznych, a w latach 2001–2002 pozostawała zastępczynią rumuńskiego ombudsmana. Działała jako konsultantka m.in. Światowej Organizacji Własności Intelektualnej. W 2015 uzyskała była jednym z trzech kandydatów na sędziego Trybunału Sprawiedliwości Unii Europejskiej. Działała w różnych organizacjach naukowych, m.in. jako sekretarz francusko-rumuńskiego stowarzyszenia prawnego.
17 października 2015 objęła stanowisko ministra pracy, rodziny, ochrony socjalnej i osób starszych w rządzie Daciana Cioloșa. Zrezygnowała z funkcji w maju 2016. motywując to brakiem poparcia dla przygotowanych przez nią projektów reformy systemu wynagrodzeń.

## Życie prywatne
Mężatka, ma syna.